# Denílson (football, 1972)
Pour les articles homonymes, voir Denílson.
Denílson Antônio Paludo dit Denílson est un footballeur brésilien né le 8 octobre 1972.